# Popliteus

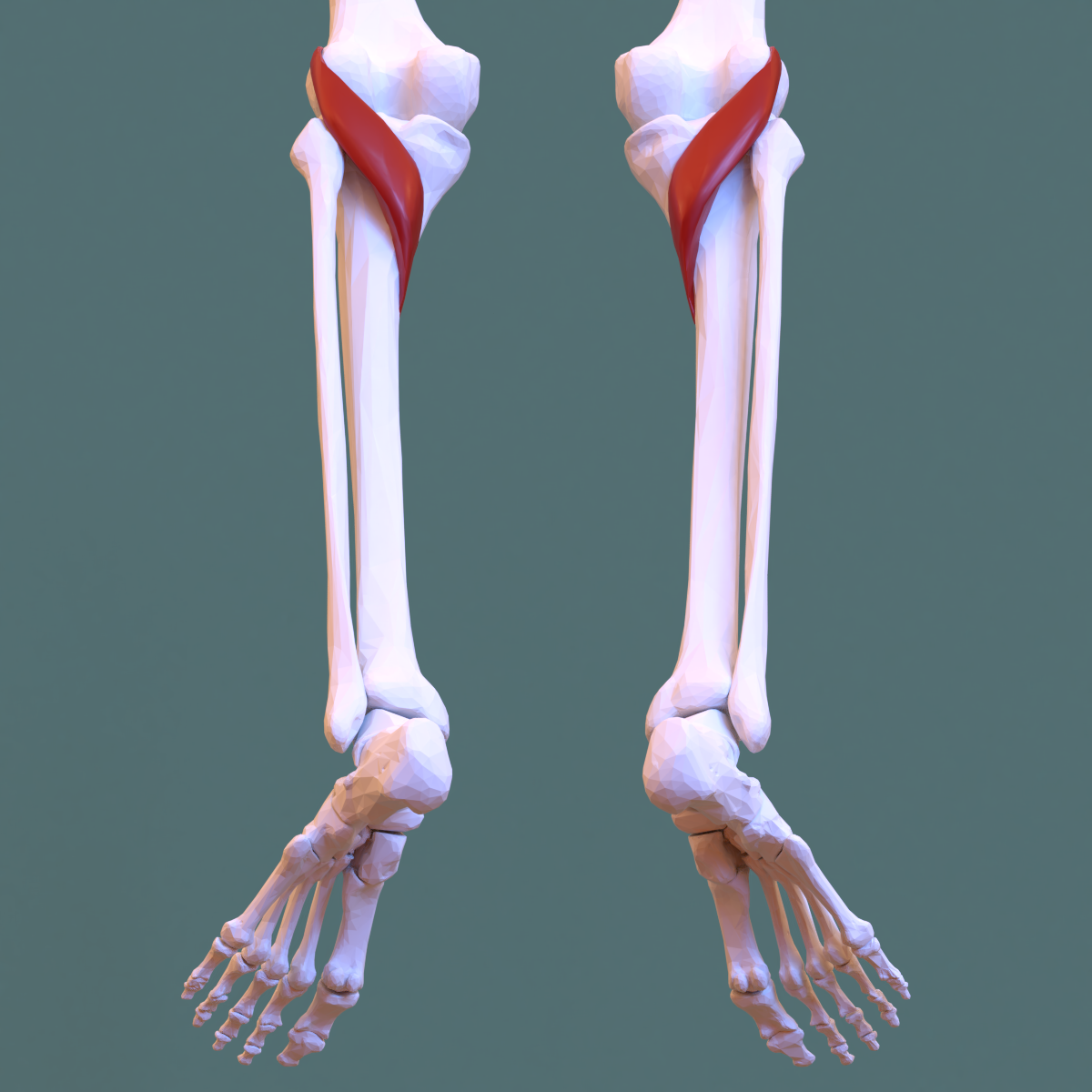
Popliteus på knäets baksida.

Popliteus är en skelettmuskel som sitter snett över knäets baksida. Dess ursprung (överända) är på yttersidan av knäleden där den fäster både på lårbenets yttre ledhuvud (kondyl) och på knäledskapseln. Muskelns nedre fäste är på baksidan av skenbenet, ovanför linea poplitea.  Muskelns funktion är att vrida underbenet i förhållande till låret. Popliteus är särskilt viktig när knäböjning ska påbörjas från rakt läge; den vridning som popliteus åstadkommer är nödvändig för att "låsa upp" knäleden. Muskeln innerveras av nervus tibialis.